# Collected Vocal Works of William Byrd
Die Collected Vocal Works of William Byrd (Gesammelte Vokalwerke William Byrds) sind eine Sammlung der Werke des englischen Komponisten William Byrd (gest. 1623), die von E. H. Fellowes (1870–1951), einem englischen Musikwissenschaftler und Geistlichen, herausgegeben wurde, der als Autorität für die Kirchenmusik der Tudorzeit gilt. Die Reihe erschien in London im Verlag Stainer & Bell in den Jahren von 1937 bis 1950. Die Reihe umfasst insgesamt 20 Bände. Die Bände 18–20 mit seinen Werken für Tasteninstrumente (Keyboard works) wurden unter dem Titel The Collected Works of William Byrd (Gesammelte Werke William Byrds) publiziert.

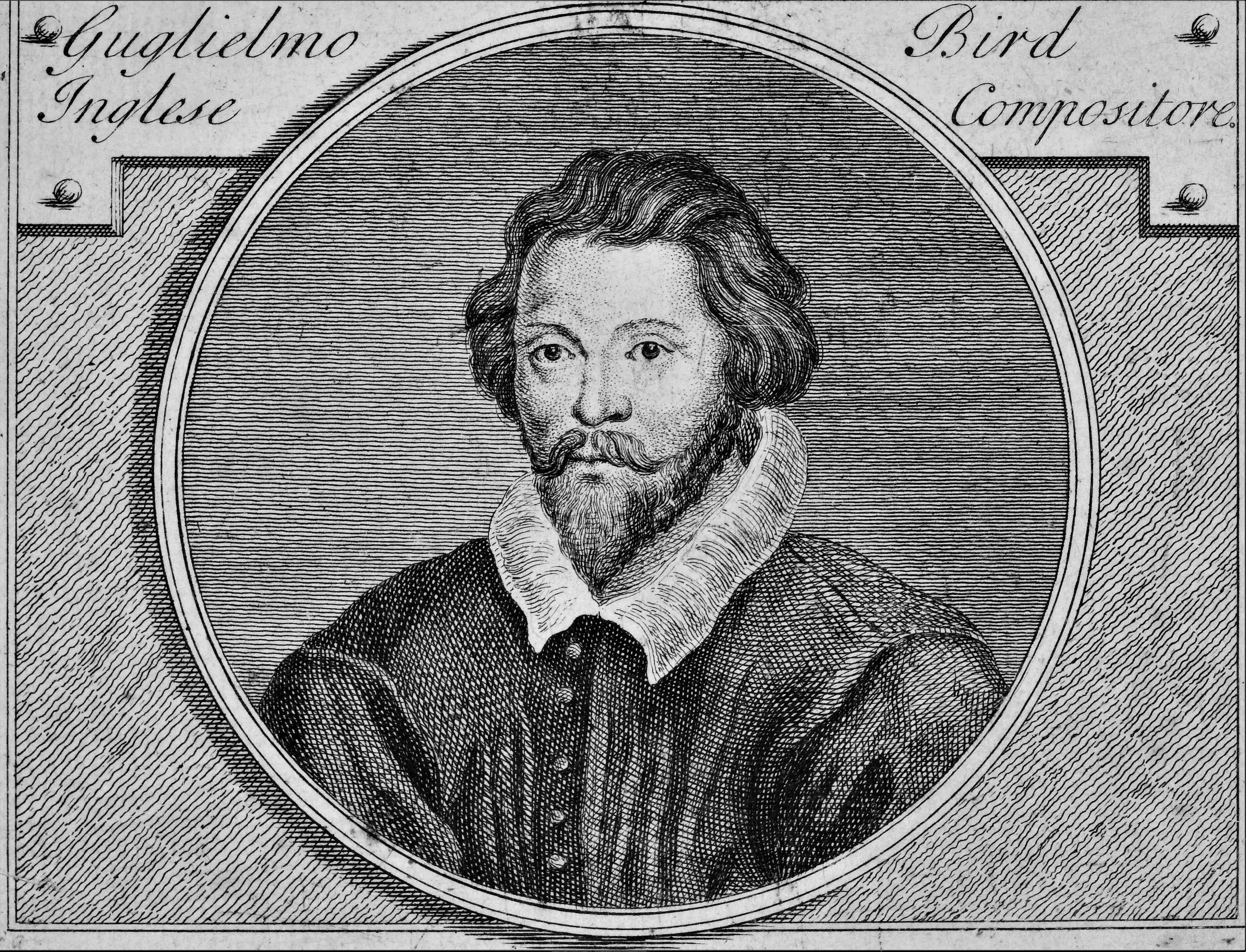
William Byrd

## Inhalt
- 1 Masses. Cantiones sacrae (1575)
- 2 Cantiones sacrae (1589)
- 3 Cantiones sacrae (1591)
- 4–5 Gradualia (1605)
- 6–7 Gradualia (1607)
- 8 Motets for three, four, and five voices.
- 9 Motets for six, eight, and nine voices.
- 10 English liturgical music.
- 11 English anthems.
- 12 Psalmes, sonets, and songs (1588)
- 13 Songs of sundrie natures (1589)
- 14 Psalmes, songs, and sonnets (1611)
- 15 Songs.
- 16 Additional madrigals, canons, and rounds. Appendix: Fragments of text.
- 17 Chamber music for strings.

- 18–20 Keyboard works.